# De 10 ani tot în familie (Best-Of)
De 10 ani tot în familie este primul album best-of al trupei La Familia (sau Sișu & Puya), și a fost lansat pe data de 23 iunie 2007, la casa de discuri Roton / R.U.L. (Roton Urban Label), iar albumul reprezintă cei aproximativi 10 ani scurși de la lansarea albumului de debut, intitulat Băieți de cartier. Albumul conține în total 19 piese, dintre care 16 piese care au ajuns cu bine din prima la urechile ascultătorului, și 3 piese noi intitulate Tot în familie, Am un plan (varianta 2007) (varianta originală fiind pe albumul Foame de bani) și Tot în familie (Remix). Albumul a beneficiat de un videoclip nou la piesa Tot în familie, filmat pe la finele anului 2006, însă piesa a fost interpretată doar de Puya, iar ca membrii ai trupei La Familia în videoclip apar doar Puya și în unele cadre secundare Dj Wicked, Sișu nu a putut să înregistreze pentru această piesă și nu a putut să apară în videoclip, deoarece în perioada mai 2006 - octombrie 2007 el a executat cea de-a doua pedeapsă pentru trafic de droguri de mare risc și deținere ilegală de droguri pentru consum propriu. Membrii trupei erau tot Puya, Sișu și Dj Wicked, după maxi-single-ul Pune-i la pământ (2005) și albumul O mare familie (2006).

## Tracklist[3]
| Nr.             | Titlu                                                   | Autor(i)                           | Text                 | Lungime |  |
| 1.              | „Tot în familie” (2006)                                 | Silviu Păduraru                    | Puya                 | 3:55    |  |
| 2.              | „Pentru bagabonții care mă susțin” (1998)               | Puya și Sișu                       | Puya                 | 4:14    |  |
| 3.              | „Tupeu de borfaș” (Feat. Marijuana) (Video Edit) (1999) | Puya și Sișu                       | Puya și Sișu         | 3:49    |  |
| 4.              | „Când o să mor” (Feat. Sapro) (1999)                    | Puya și Sișu                       | Puya                 | 3:42    |  |
| 5.              | „Vorbe” (Feat. Uzzi) (Video Edit) (2000)                | Puya și Sișu                       | Puya și Sișu         | 4:05    |  |
| 6.              | „Adevărul gol goluț” (Video Edit) (2004)                | Silviu Păduraru                    | Puya                 | 4:01    |  |
| 7.              | „Zi de zi” (Feat. Don Baxter și Cabron) (2003)          | T.L. Croom și Sebastian Zsemlye    | Puya și Sișu         | 3:45    |  |
| 8.              | „Drogul meu” (2003)                                     | T.L. Croom și Sebastian Zsemlye    | Puya și Sișu         | 5:10    |  |
| 9.              | „Mișcă-te” (2006)                                       | Aleko                              | Puya și Sișu         | 4:02    |  |
| 10.             | „Viață bună” (Feat. Don Baxter) (2003)                  | T.L. Croom și Sebastian Zsemlye    | Puya și Sișu         | 3:35    |  |
| 11.             | „Mai vrei” (Feat. C.I.A. și Alex Velea) (2006)          | Byga și Alexandru Băisan           | C.I.A., Sișu și Puya | 4:25    |  |
| 12.             | „Unii nu înțeleg” (Feat. Laurențiu și Negrutzu) (1998)  | Sișu și Puya                       | Puya                 | 4:52    |  |
| 13.             | „Am un plan” (varianta 2007)                            | Pălăduță Victor                    | Puya                 | 4:07    |  |
| 14.             | „București” (1998)                                      | Puya și Sișu                       | Puya                 | 4:32    |  |
| 15.             | „Zile însorite” (Feat. Honey) (2001)                    | Puya și Sișu                       | Puya și Sișu         | 4:50    |  |
| 16.             | „Pune-i la pământ” (2005)                               | Silviu Păduraru                    | Puya și Sișu         | 4:16    |  |
| 17.             | „Probleme de familie” (1999)                            | Puya și Sișu                       | Puya și Sișu         | 4:06    |  |
| 18.             | „Foame de bani” (2004)                                  | Sebastian Zsemlye și Mihai Coporan | Puya și Sișu         | 4:42    |  |
| 19.             | „Tot în familie” (Remix) (2006)                         | Silviu Păduraru                    | Puya                 | 4:02    |  |
| Lungime totală: | Lungime totală:                                         | Lungime totală:                    | Lungime totală:      | 72:10   |  |

## Întreaga discografie a trupei La Familia[4]
- Băieți de cartier (LP - 1997)
- Nicăieri nu-i ca acasă (LP - 1998)
- Dumnezeu e băiat de cartier (oare?) (EP - 1999)
- Bine ai venit în paradis... (LP - 1999)
- Ca la noi (EP - 2000)
- Familiarizează-te (LP - 2001)
- Zi de zi (Maxi-single - 2003)
- Punct și de la capăt (LP - 2003)
- Viață bună (Maxi-single - 2003)
- Foame de bani (LP - 2004)
- Pune-i la pământ (Maxi-single - 2005)
- O mare familie (LP - 2006)